# موكب اثنين الورود في ماينتس

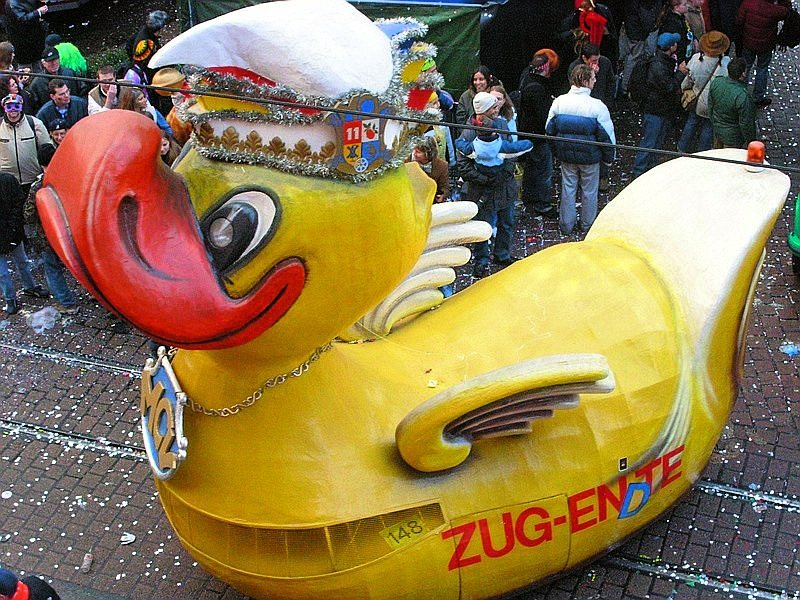

موكب اثنين الورود في ماينتس (بالألمانية: Mainzer Rosenmontagszug) هو موكب كرنفالي يقام كل عام في يوم الاثنين في مدينة ماينتس. أقيم للمرة الأولى سنة 1838، ويعتبر أول كرنفال يشارك فيه أكثر من 9500 مشترك ويشاهده أكثر من نصف مليون متفرج، ويعتبر بذلك من أكبر مواكب اثنين الورود في ألمانيا بجانب موكب اثنين الورود في كل من دوسلدورف وكولونيا.